# 塞拉尼拉浅滩
塞拉尼拉浅滩（西班牙語：Banco Serranilla）也作小塞拉纳岛，是加勒比海西部海域一组无人居住的珊瑚礁，现属于哥伦比亚圣安德列斯-普罗维登西亚省管辖，洪都拉斯、尼加拉瓜和美国也对该地声称拥有主权。